# Миртюківська сільська рада
Миртюківська сільська рада — орган місцевого самоврядування у Стрийському районі Львівської області. Адміністративний центр — село Миртюки.

## Загальні відомості
Водоймища на території, підпорядкованій даній раді: річка Стрий.

## Населені пункти
Сільській раді підпорядковані населені пункти:
- с. Миртюки
- с. Слобідка

## Склад ради
Рада складається з 16 депутатів та голови.

### Керівний склад попередніх скликань
| ПІБ                         | Основні відомості                                                 | Дата обрання | Дата звільнення |
| --------------------------- | ----------------------------------------------------------------- | ------------ | --------------- |
| Новацький Микола Михайлович | Сільський голова, 1940 року народження, безпартійний              | 26.03.2006   | 31.10.2010      |
| Олійник Михайло Семенович   | Сільський голова, 1958 року народження, освіта вища, безпартійний | 31.10.2010   |                 |

Примітка: таблиця складена за даними джерела